# Typhlodromips sinensis
Typhlodromips sinensis är en spindeldjursart som beskrevs av Denmark och Muma 1972. Typhlodromips sinensis ingår i släktet Typhlodromips och familjen Phytoseiidae. Inga underarter finns listade i Catalogue of Life.